# Kélasami
Kélasami (ou Kela Sami, Kela Same) est un village de la commune de Dir situé dans la région de l'Adamaoua et le département du Mbéré au Cameroun.

## Population
En 1967, Kélasami comptait 147 habitants, principalement Gbaya.
Lors du recensement de 2005, 589 personnes y ont été dénombrées.